# CompanyMedia
CompanyMedia — программный комплекс — система электронного документооборота и управления бизнес-процессами (СЭДиУП), производимая Компанией ИнтерТраст с 1998 г. по настоящее время. Система представлена двумя конфигурациями,
идентичными по функциональности на уровне типовых модулей и бизнес-решений, а
также мобильных приложений системы.
Конфигурация на базе IBM
Domino/Notes. В качестве платформы для хранения данных
используется сервер IBM Domino. На уровне представления данных доступны два
пользовательских интерфейса: IBM Notes или более современный web-клиент
системы, разработанный компанией «ИнтерТраст» в сотрудничестве с дизайн-студией
Артемия Лебедева. Конфигурация предназначена в первую очередь для существующих
заказчиков «ИнтерТраст», ориентированных на использование платформы IBM
Domino/Notes. В рамках данной конфигурации поддерживается перенос уникальных
доработок, выполненных в более ранних версиях системы.
Кросс-платформенная
конфигурация. Поддерживается использование ПО базового и промежуточного уровня от
различных производителей. Платформой для хранения данных может служить любая
реляционная СУБД. Пользовательский интерфейс реализован с помощью web-клиента.
Отличительная особенность конфигурации — возможность применения как
проприетарных компонентов (СУБД, ОС, офисные пакеты), так и компонентов на базе
СПО, в том числе — разработанных отечественными производителями программного
обеспечения. На прикладном уровне система представляет собой полностью
российскую разработку, созданную специалистами компании «ИнтерТраст».
Конфигурация ориентирована на широкий круг заказчиков, включая организации,
заинтересованные во внедрении импортонезависимых программных решений класса
СЭД/ECM. В рамках кросс-платформенной конфигурации возможно создание
произвольных по функциональности решений, основой для которых служит среда
разработки ActiveFrame 5, созданная компанией «ИнтерТраст».
Система CompanyMedia относится к классу систем управления корпоративным контентом(ECM). В настоящее время, в её состав входят модули, выполняющие различные задачи, от автоматизации классических задач общего и частного документооборота до поддержки групповой работы и автоматизации бизнес-процессов. В целом, эти предметные модули могут быть разделены на следующие пять категорий:
- документационное обеспечение управления;
- управление типовыми деловыми процессами;
- управление документацией;
- управление регламентированными процессами;
- коллективная работа с документами.

Вследствие специфики системы, основными группами её потребителей являются: государственный сектор и органы федеральной, региональной и муниципальной власти, финансовый сектор, предприятия промышленности и топливно-энергетического комплекса.
В целом, потребителей СЭД CompanyMedia можно охарактеризовать как организации с большим количеством работников и одновременно высоким уровнем территориальной распределённости структурных подразделений, а также дочерних и зависимых обществ, которым в свою очередь требуются решения, обеспечивающие сквозной документооборот по всей территории местонахождения компании.

## Особенности внедрения и эксплуатации
- Система CompanyMedia развивается в виде типовой системы, состоящей из унифицированных модулей, отвечающих за автоматизацию определённых видов работы с документами.
- Вторым направлением развития системы являются заказные разработки, позволяющие в кратчайшие сроки и с минимальными затратами провести адаптацию унифицированного модуля к требованиям, предъявляемым заказчиком системы, если они отличаются от типовых.
- Конечная настройка системы, заполнение базовых справочников производятся специалистами на местах и не требует изменений программного кода системы.

## Положение на рынке[2][3]
- в 2008 году, по общему числу рабочих мест на рынке СЭД CompanyMedia заняла третье место с относительной долей в 11 %.
- в 2007 году, по общему числу рабочих мест на рынке СЭД CompanyMedia заняла шестое место с относительной долей в 8 %.
- Среди систем, платформенных надстроек, CompanyMedia заняла второе место в 2008 году с долей рынка в 38 % и второе место в 2007 году с долей рынка в 29 %.
- Основное количество внедрений системы в России приходится на Центральный округ (32 %), на втором месте (по 16 %) идут Приволжский, Сибирский и Уральский округа, а на третьем (по 8 %) Южный и Северо-Западный округа.
- Большая часть внедрений CompanyMedia (44 %) приходится на компании с численностью от 100 до 500 человек, далее (32 %) — численностью до 100 человек, на третьем месте (12 %) идут внедрения в компаниях с численностью от 500 до 1500 человек, далее (8 %) идут внедрения в компаниях с численностью персонала от 1500 до 5000 сотрудников, на пятом месте (4 %) идут внедрения в компаниях с общей численностью персонала свыше 5000.

## История системы, лицензии и сертификаты
Система электронного документооборота и управления бизнес-процессами CompanyMedia имеет более пятидесяти сертификатов, свидетельств и лицензий. Вот некоторые из них:
- Свидетельство Роспатента № 990954 от 27.12.1999 об официальной регистрации программы для ЭВМ «CompanyMedia».
- Сертификат соответствия программы для ЭВМ «CompanyMedia» требованиям по характеристикам качества СТУ 115.007-2001, выданный «РОСИНФОСЕРТ» Министерства Российской Федерации по связи и информатизации.
- Сертификат качества Госстандарта России на Корпоративную систему автоматизации документооборота «CompanyMedia» № РОСС RU.0001.04ЯА1139 от 14.06.2007.
- Сертификат качества Госстандарта России на информационную систему «CompanyMedia-Корпоративный электронный архив» № РОСС RU.0001.04ЯА1249 от 20.12.2008.
- Сертификат качества Госстандарта России на Корпоративную систему автоматизации документооборота «CompanyMedia» — Управление персоналом № РОСС RU.0001.04ЯА1137 от 14.06.2007.
- Сертификат качества Госстандарта России на Корпоративную систему автоматизации документооборота «CompanyMedia» — Управление планированием № РОСС RU.0001.04ЯА1136 от 14.06.2007.
- Сертификат качества Госстандарта России на Корпоративную систему автоматизации документооборота «CompanyMedia» — Управление проектами и договорами № РОСС RU.0001.04ЯА1138 от 14.06.2007.

5 сентября 2008 года корпоративная информационная система электронного документооборота и делопроизводства CompanyMedia, разработанная Компанией «ИнтерТраст», получила сертификат соответствия № 1674, выданный ФСТЭК России и подтверждающий наличие встроенных средств защиты информации от несанкционированного доступа в CompanyMedia, отвечающих требованиям безопасности информации № РОСС RU.0001.01БИ00.

## Структура CompanyMedia[4]
Все модули СЭДиУП CompanyMedia имеют перед названием приставку CM-, обозначающую принадлежность модуля именно к этой системе электронного документооборота, что отличает их от другой разработки того же производителя — СЭД OfficeMedia, предназначенной для малых и средних организаций, но, в целом, поддерживающих стандартную функциональность систем электронного документооборота.
Модули системы разбиты на пять категорий по прикладным типам.

### Документационное обеспечение управления
В категорию ДОУ (документационное обеспечение управления) в настоящий момент включены модули, выполняющие задачи общего и частного документооборота организации.
- CM-Входящие документы (СМ-ВхД) — модуль обеспечивает обработку входящей корреспонденции от юридических и физических лиц, одновременно контролируя дубликаты и копийность поступивших документов обеспечивает возможность регистрации документов, первичную обработку и дополнение сопутствующими материалами, формирование резолюции по входящему документу, а также используя сервисы CompanyMedia, обеспечивает контроль её исполнения с формированием соответствующей отчётности.
- CM-Обращения граждан (СМ-ОГ) — модуль функционально идентичный модулю «входящие документы» но обеспечивающий расширенную функциональность, необходимую для работы с физическими лицами, включая обработку паспортных данных, категории социальной защищённости и других особенностей. Модуль предназначен, в первую очередь, для организаций, предоставляющих услуги населению и органов всех видов власти, ведущих приём граждан.
- CM-Исходящие документы (СМ-ИсхД) — модуль обеспечивает весь цикл работы с исходящими документами от подготовки проекта документа через согласование его текста и дальнейшее подписание оригинала уполномоченным должностным лицом до отправки документа адресату с одновременным контролем его получения.
- CM-Делопроизводство — модуль позволяющий объединять документы организации как находящиеся в СЭДиУП CompanyMedia, так и не относящиеся к ней (документы в других системах, бумажные оригиналы и т. д.) в дела, давая последним названия в соответствии с индексообразующим классификатором (номенклатурой дел), утверждённым в организации. По завершении жизненного цикла, документы, сгруппированные в дела, имеется возможность как напрямую уничтожать из CompanyMedia, так и передавать на архивное хранение в подсистему СМ-Корпоративный Электронный Архив, в соответствии с федеральным законодательством, предписывающим архивное хранение документов в случае если последние представляют ценность для сотрудников, организации, либо государства.
- CM-Факс — модуль, позволяющий через корпоративный сервер организации осуществлять отправку и приём факсимильных сообщений с последующей их рассылкой адресатам внутри организации по электронной почте, а также одновременным ведением системных журналов учёта переданных и принятых сообщений, что позволяет значительно уменьшить количество арендуемых организацией телефонных номеров, а также обеспечить полный контроль над входящими и исходящими факсимильными сообщениями организации и сведения к минимуму возможности их утраты.
- CM-Заседания — модуль, обеспечивающий функциональность подготовки повестки плановых, циклических и внеплановых заседаний и совещаний коллегиальных органов управления, а также проведения дальнейшей процедуры подготовки протокола проведённого заседания. Модуль СМ-Заседания обеспечивает посредством взаимодействия с другими модулями системы формирование и контроль исполнения поручений, выдаваемых на основании протокола заседания, а также публикацию протокола посредством модуля СМ-Нормативные и распорядительные документы (СМ-НРД).
- CM-Поручения — модуль, обеспечивающий функциональность выдачи поручений работникам организации с последующим двойным контролем исполнения: системным контролем по срокам и контролем исполнения по существу, выполняемое ответственным должностным лицом. Модуль также позволяет создавать вложенные поручения необходимого количества уровней, с одновременным контролем по сроку исполнения таким образом, чтобы сроки исполнения нижестоящих поручений не превышали иерархически вышестоящие. Также модуль позволяет формировать отчётность по исполнению поручений в виде соответствующих отчётов по должностным лицам, выдававшим распоряжения по исполнителям и в рамках определённых временных сроков.
- CM-Корпоративный Электронный Архив (СМ-КЭА)[6] — модуль, обеспечивающий полное выполнение требований федерального закона № 125-ФЗ «Об архивном деле в РФ» в областях, регулирующих работу ведомственных архивов организаций, в том числе, приёма архивных материалов, поддержки работы экспертных комиссий, выполнение поиска, контроля выдачи архивных материалов в электронном виде на руки и в читальный зал с контролем возврата и прекращением доступа, выделением дел к уничтожению и передаче на внешнее хранение, а также переформирование дел, уже находящихся в архиве, а также автоматизированной подготовке разнообразных утверждённых архивных форм: описей, актов, справок. Модуль предусматривает возможность работы в режиме архивной картотеки, что позволяет управлять имеющимся материальным ведомственным архивом, принимать документы, объединённые в дела из СЭДиУП CompanyMedia, а также посредством ретроконверсивного ввода при потоковом и ручном сканировании архивных материалов. В настоящий момент, модуль СМ-КЭА является уникальным, представляя единственную корпоративную информационную систему, удовлетворяющую требованиям нормативного регулирования и построенную на основе IBM Lotus Notes/Domino.

### Управление документацией
- СМ-Нормативная и распорядительная документация (СМ-НРД) — модуль позволяет проводить цикл подготовки проекта, согласования, утверждения, регистрации, опубликования и вывода (замены, отмены, аннулирования) нормативных (положения, регламенты, инструкции т. д.) и распорядительных (приказы, распоряжения и т. д.) документов организации. Модуль поддерживает гибкое управление правами доступа к документам (создание, просмотр, удаление, комплексные права), иерархическую структуру хранения документов, мощную систему поиска документов и папок как по их атрибутам (создатель, подписант, дата подписания и т. д.) так и по тексту самих документов, если он присутствует в системе.
- СМ-Техническая документация (СМ-ТД) — модуль позволяет выполнять работу по поддержке жизненного цикла технической документации в профильных организациях: подготовка проектов документов, их согласование и утверждение, регистрация, замена и отмена, управление версиями документов и правами доступа к ним.

### Групповая работа с документами (Collaboration)
- СМ-Документация — модуль позволяет осуществлять групповую работу с документами в пределах разработки и управления версиями. Модуль СМ-Документация предназначен обеспечивать группу пользователей СЭДиУП CompanyMedia объединённых решением общих задач и общими информационными ресурсами, находящимися в корпоративной информационной сети высокой степени территориальной распределённости общими документами с поддержкой репликации. Система обеспечивает репликацию документов на удалённые рабочие места и группы, оперативное отслеживание изменений в документах, производимое в реальном времени, контроль всех версий документов и управление доступом к ним.

### Управление типовыми процессами
- СМ-HelpDesk — модуль управления заявками на техническое обслуживание. Позволяет документировать заявки пользователей, контролировать их выполнение по срокам и по качеству (может использоваться обратная связь от пользователей системы, подавших заявку). Методика применения модуля позволяет планировать загруженность подразделений, ответственных за обработку обращений на техобслуживание, осуществлять подготовку отчётов о выполненных работах, а также статистических сведений как по подразделениям в целом, так и по конкретным работникам.
- СМ-Клиенты и Контакты (СМ-КиК) — модуль СМ-КиК является полнофункциональной системой класса CRM, реализованной в рамках системы CompanyMedia. Модуль СМ-КиК обеспечивает управления циклом взаимодействия с клиентом от первого контакта до повторных обращений. Обеспечивая возможность документирования контактной информации, сведений о должностных лица система СМ-КиК обеспечивает возможность связи с другими документами системы — договорами (СМ-Договора), Входящими и исходящими документами (СМ-ВхД и СМ-ИсхД). Многие дополнительные функции системы могут быть реализованы при помощи сервиса WorkFlow.
- СМ-Управление проектами — модуль управления проектами обеспечивает возможность детального управления проектной деятельностью в организации — планирования ресурсов, назначения исполнителей, выдачу исполнителям заданий и последующий контроль их исполнения по срокам и по существу, модуль поддерживает рассылку напоминаний о системных событиях, как то: назначение исполнителя, выдача задания исполнителю, наступление срока исполнения задания, информация о просрочке исполнения (отсутствии отчёта Исполнителя о выполнении задания по существу, направленного менеджеру проекта). Все напоминания снабжены активными ссылками на записи в базах данных СМ-Управление проектами и позволяют напрямую уточнить, либо выполнить требуемые действия.
- СМ-Управление персоналом (СМ-УП) — модуль предназначен, прежде всего, для автоматизации ведения в организации кадрового делопроизводства. СМ-Управление персоналом обеспечивает взаимосвязь информации, хранимой в CompanyMedia с записями кадрового учёта и позволяет осуществлять подготовку и управление документацией, входящей в состав личного дела, ведение которого в организациях регламентировано действующим законодательством. Система позволяет осуществлять подготовку и хранение следующих стандартизованных учётных форм: приказ о приёме работника на работу (ф. Т-1), приказ о расторжении трудового договора (ф. Т-8, Т-8а), приказ о переводе работника на другую работу (ф. Т-5), личная карточка работника (ф. Т-2, Т-2ГС, Т-2МС), штатное расписание (ф. Т-3), график отпусков (ф. Т-7). Особенностью модуля является его полная интеграция в структуру служб системы CompanyMedia и, как следствие, возможность использовать все сервисы системы. Модуль соответствует требованиям федерального закона № 152-ФЗ «О персональных данных».
- СМ-Претензионная и исковая работа (СМ-ПИР) — модуль обеспечивает поддержку и взаимосвязь по документам, составляющим доказательную часть исковой работы и позволяет осуществлять поиск и дальнейшее объединение документов по типу принадлежности к этой группе. Документы при этом могут быть практически любыми, это записи из следующих прикладных модулей CompanyMedia: СМ-Вхд, СМ-ИсхД, СМ-ОГ, СМ-Договора, СМ-КиК и т. д.
- СМ-Доверенности — модуль обеспечивает автоматизацию работ по стандартным процедурам управления доверенностями в организации: выдача доверенностей, контроль актуальности и отзыв доверенностей, при этом модуль предоставляет для пользователя данные в удобной форме, позволяя выяснить какому должностному лицу на какой срок и для какой организации была выдана доверенность, своевременно отследить необходимость её продления, уведомить об этом и доверителя, и доверенных лиц и, при необходимости, делопроизводителей, в чьи функциональные обязанности может входить подготовка новой, либо продление срока действия старой доверенности, а также организация процедуры отзыва.
- СМ-Пропуска — модуль управления выдачей пропусков позволяет сотрудникам организации при появлении у них соответствующих служебных потребностей оформить, согласовать и утвердить заявку на выдачу пропуска. После утверждения заявка регистрируется и поступает на исполнение в бюро пропусков организации, где на её основании может быть выписан, либо выдан иным способом пропуск на территорию. Система содержит поисковые формы, позволяющие проанализировать выданные пропуска как по работникам, заказавшим, согласовавшим и утвердившим заявку, так и оценить загруженность работников бюро пропусков и количество пропусков, выдаваемых за определённый период на определённого человека.
- СМ-Командировки — модуль обеспечивает управление прохождением двух взаимодополняющих процессов: подготовка к командировке, включающая заявку, расчёт расходов, бронирование гостиницы и билетов, а также отчёт о командировке, позволяющий подготовить такие документы как авансовый отчёт по расходам и отчёт о выполнении целей командировки с последующим его согласованием и утверждением. Модуль обеспечивает подготовку и распечатку утверждённых форм отчётности: служебного задания о направлении работника в командировку (ф. Т-10а), приказа (распоряжения) о направлении работника в командировку (ф. Т-9), командировочного удостоверения (ф. T-10), авансового отчёта (ф. АО-1), отчёта по командировке. Позволяет хранить, обрабатывать и предоставлять доступ в соответствии с правами к сведениям по командировкам работников за длительный срок, до 5 лет, а при необходимости и более.

### Автоматизация регламентированных процессов и потоков работ (WorkFlow)
- СМ-Универсальные заявки — модуль является прикладным использованием приложения на основе сервиса WorkFlow, позволяющего с одной стороны, минимизировать затраты при разработке новых документоориентированных приложений, с другой стороны, значительно ускорить, собственно, разработку. В настоящий момент модуль СМ-УЗ поддерживает автоматизацию процесса формирования, согласования и утверждения заявки на закупку товарно-материальных ценностей с контролем их передачи заказчику.

## Архитектура системы конфигурации на базе IBM Domino/Notes
Архитектура CompanyMedia базируется на сервисно-ориентированном подходе (SОА) и может быть представлена в виде четырёхуровневой системы:

### Уровень технологической платформы
находится в основании структуры и представляет собой нереляционную, объектно-ориентированную систему управления базами данных (СУБД) IBM Lotus Domino, которая обеспечивает хранение самих электронных документов, их контента и метаданных; обеспечивает доступ к ним в условиях высокого уровня территориальной распределённости, репликацию хранимых данных по серверам системы, а также частично обеспечивает функциональность управления и разграничения доступа к данным.

### Уровень системных сервисов
обеспечивает прикладные модули необходимыми им унифицированными ресурсами. Используя унифицированный API, сервисы могут давать необходимые ресурсы любому модулю обработки информации, а также любому другому сервису.
- ActiveFrame — комплекс документоориентированных сервисов системы, обеспечивающий функциональность большей части унифицированных документоориентированных модулей. ActiveFrame предоставлет сервисные ресурсы по запросу модулей, обеспечивая последние унифицированным набором ресурсов, необходимым для обеспечения электронного документооборота. К сервисам, базирующимся в ActiveFrame относятся: справочники и классификаторы, согласование и утверждение, контроль исполнения поручений, обработка информации и подготовка печатных форм, автоматизированное формирование дел, интерактивный корпоративный тренинг, интегрированная система криптографической защиты информации (СКЗИ).
- AF-WorkFlow — сервис продвижения автоматизируемых бизнес-процессов, использующий в качестве основы документы, их метаданные и маршруты движения документопотока.
- ChangePump — сервис событийно-ориентированной обработки информации.
- СКЗИ — сервис сторонней разработки, обеспечивающий обработку электронной цифровой подписи и криптографической защиты информации, относящийся к линейке КриптоПро.

### Уровень прикладных модулей
Его состав и основной функциональность детально описаны в предыдущем разделе.

### Уровень интерфейса
- IBM Lotus Notes — самый многофункциональный интерфейс системы, обеспечивающий любой из модулей всей заложенной в него интерфейсной функциональностью, включая не только непосредственную работу с пользователем, но и, к примеру, сканирование документов с распознаванием контента и т. д.
- Microsoft Internet Explorer — интерфейс, обеспечивающий усеченную функциональность системы только в тех модулях, которые снабжены поддержкой доступа через Internet/Intranet.
- Мобильный интерфейс — интерфейс системы, позволяющий обеспечить стандартную системную функциональность части прикладных модулей через использование Windows Mobile — приложения.
- iPad интерфейс — приложения для платформы iOS, автоматизирующие отдельные модули СЭД CompanyMedia. Развитие этой линейки продуктов было начато в середине 2010 года.

## Развитие системы
Во второй половине 2010 года производитель СЭД CompanyMedia, Компания “ИнтерТраст” представила несколько уникальных решений для СЭД, использующих  в качестве клиентской части Толстый клиент, устанавливаемый на планшетный компьютер Apple iPad.
Разработка приложений была начата для операционной системы Apple iOS 3.2, в дальнейшем программным продуктам  при миграции на следующую версию операционной системы — iOS 4 была добавлена поддержка многозадачности, а также доработаны аспекты устойчивости.
В ноябре 2012 года представлено мобильное приложение для BlackBerry, а в феврале 2013 года - мобильное рабочее место на Android.
С осени 2010 года доступно к загрузке из AppStore приложение iPapka, представляющее собой мобильное рабочее место руководителя высшего звена в системе электронного документооборота CompanyMedia. На сегодняшний день iPapka обеспечивает следующую функциональность:
- поддержку возможности рассмотрения руководителем поданных документов с фиксацией резолюций и формированием поручений с передачей их исполнителям;
- ознакомление с проектом документа с функциональностью его согласования, утверждения либо мотивированным отказом от указанных действий;
- фиксация комментариев к рассматриваемым документам, в том числе, текстовых, графических и голосовых;
- поддержка многозадачности (для iOS 4.X).

На выставке систем документооборота DocFlow2011 было представлено приложение для iPad iMeeting, являющееся клиентским приложением модуля CM-Заседания. Его основную функциональность составляет поддержка механизмов работы коллегиальных органов управления – заседаний и совещаний. Приложение позволяет работать со следующей информацией:
- со списком приглашенных должностных лиц;
- с повесткой заседания;
- с документацией, подлежащей рассмотрению;
- с проектами отдельных решений;
- с проектом протокола совещания.

Также приложение поддерживает типовые возможности работы с документацией, характерными для органов коллегиального управления, таких как комиссии, комитеты, коллегии, собрания и т.д.
В октябре 2012 года была выпущена новая версия программы, CompanyMedia 4, фактически объединившая в себе качества СЭД и ЕСМ благодаря новым подходам к обработке документации и новому пониманию роли документооборота.

## Критика
Среди критики этого программного продукта особенно заметны следующие:
- Рабочие места системы поддерживают не все ОС: версия 3,6 поддерживает Windows и Linux, версия 4,0 – поддерживает и Mac OS (с некоторыми ограничениями).
- Web интерфейс реализован для IE (8 и 9) и Google Chrome. Поддержка Safari – с некоторыми ограничениями. FireFox - в планах для ближайшей версии.
- Система разработана так, чтобы можно было подстраиваться под специфику разных компаний. Вследствие этого – при отсутствии у заказчика нужной квалификации – при внедрении может потребоваться помощь производителя или его партнеров.
- Система не ориентирована на малый бизнес. Внедрение на число рабочих мест менее 20 может быть неэффективным
- Внешний вид приложения настраивается под конкретного пользователя и зависит от его бизнес-роли. Поэтому пользовательский интерфейс модулей может выглядеть достаточно консервативно. При этом интерфейс последней версии продукта (4,0) разработан дизайнерской студией А.Лебедева и характеризуется интуитивной понятностью и простотой. Приложение для iOS имеет нативный интерфейс.